# تل ذهب، حماة
تل ذهب (به عربی: تل ذهب) یک روستا در سوریه است که در ناحیه مرکزی سلمیه واقع شده‌است. تل ذهب ۶۶۰ نفر جمعیت دارد.